# Raphael Cheenath
Raphael Cheenath SVD (ur. 29 grudnia 1934 w Manalur, zm. 14 sierpnia 2016) – indyjski duchowny katolicki, biskup Sambalpur 1974–1985 i arcybiskup Cuttack-Bhubaneswar 1985-2011.

## Życiorys
Święcenia kapłańskie otrzymał 21 września 1963.
28 lutego 1974 papież Paweł VI mianował go biskupem diecezjalnym Sambalpur. 18 maja tego samego roku z rąk biskupa Hermanna Westermanna przyjął sakrę biskupią. 1 lipca 1985 przeniesiony do archidiecezji Cuttack-Bhubaneswar, gdzie objął godność arcybiskupa. 11 lutego 2011 ze względu na wiekzłożył rezygnację z pełnionej funkcji na ręce papieża Benedykta XVI.
Zmarł 14 sierpnia 2016.